# Reckingen-Gluringen
Reckingen-Gluringen is een gemeente en plaats in het Zwitserse kanton Wallis, en maakt deel uit van het district Goms.
Reckingen-Gluringen telt 454 inwoners.
De gemeente ontstond op 1 oktober 2004 na de samenvoeging van de voormalige gemeenten Reckingen (VS) en Gluringen.

## Externe link

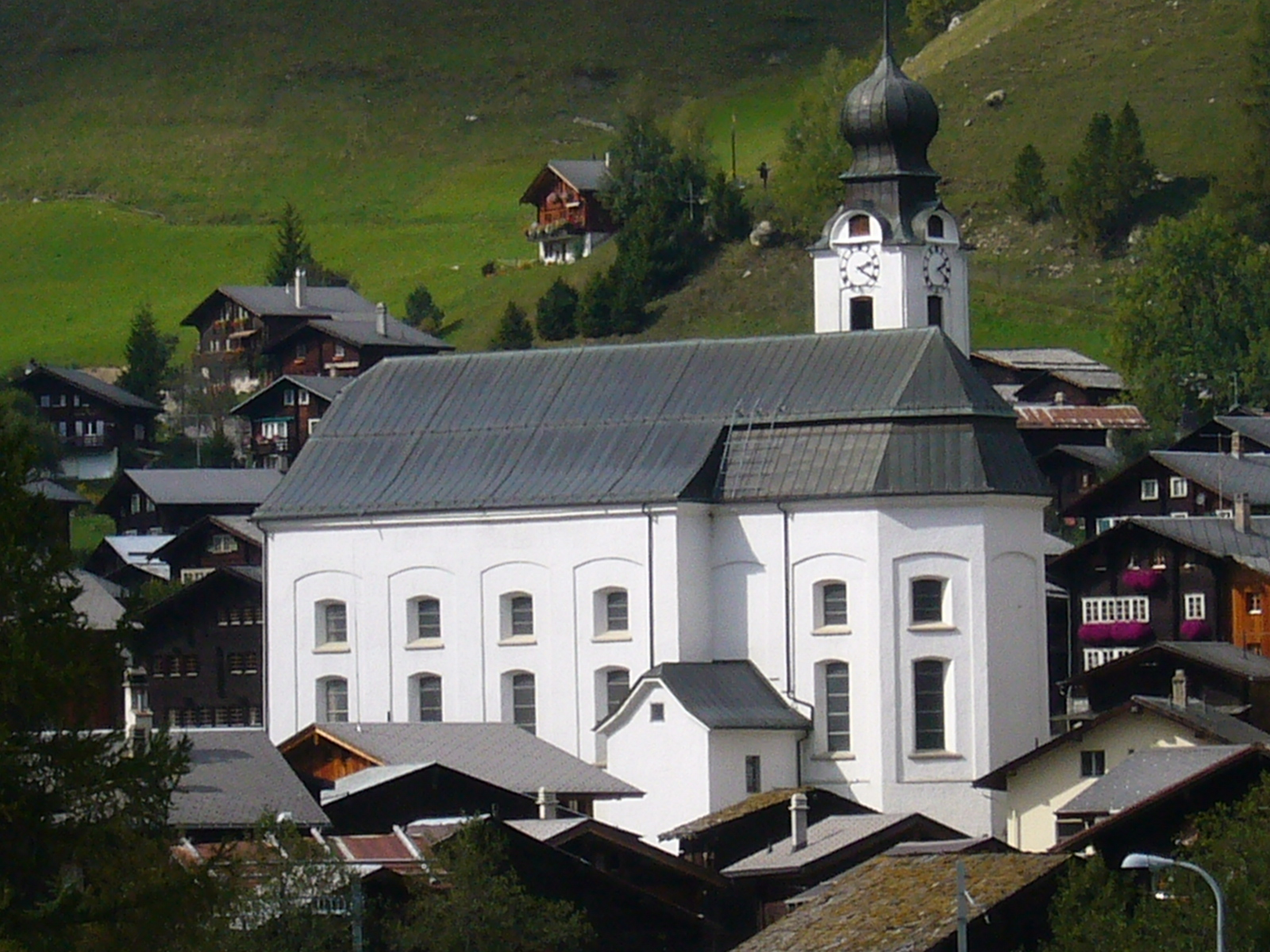
Kerk van Recklingen